# Calcio basso
Il calcio basso è conosciuto con il suo nome inglese: low kick; è una tecnica di gamba usata negli sport da combattimento, nelle arti marziali e nei sistemi di autodifesa. Il calcio basso consiste in un colpo di gamba che porta a contatto il dorso del piede o la tibia dell'esecutore con gli arti inferiori dell'avversario; secondo il regolamento sportivo, può essere portato all'esterno ed all'interno della gamba.
Nella lotta a contatto pieno (detto alla K.O. System) permette di ridurre la stabilità di un avversario per porlo temporaneamente in condizione di svantaggio. 
In materia di colpi alle gambe, vari calci coesistono e possono essere utilizzati: circolare (roundhouse kick), semicircolare (semi-circular kick), "balansati": calcio con gamba retta (stick kick), calcio incrociato (crescent kick), calcio discendente (axe kick), diretti di tipo penetrante: calcio frontale (front kick) o calcio laterale (side kick), calcio circolare dall'interno (hook kick), calcio discendente (hammer kick), ecc.
Secondo il regolamento della kickboxing americana o giapponese, questo tipo di calcio può essere soltanto circolare o semicircolare. 

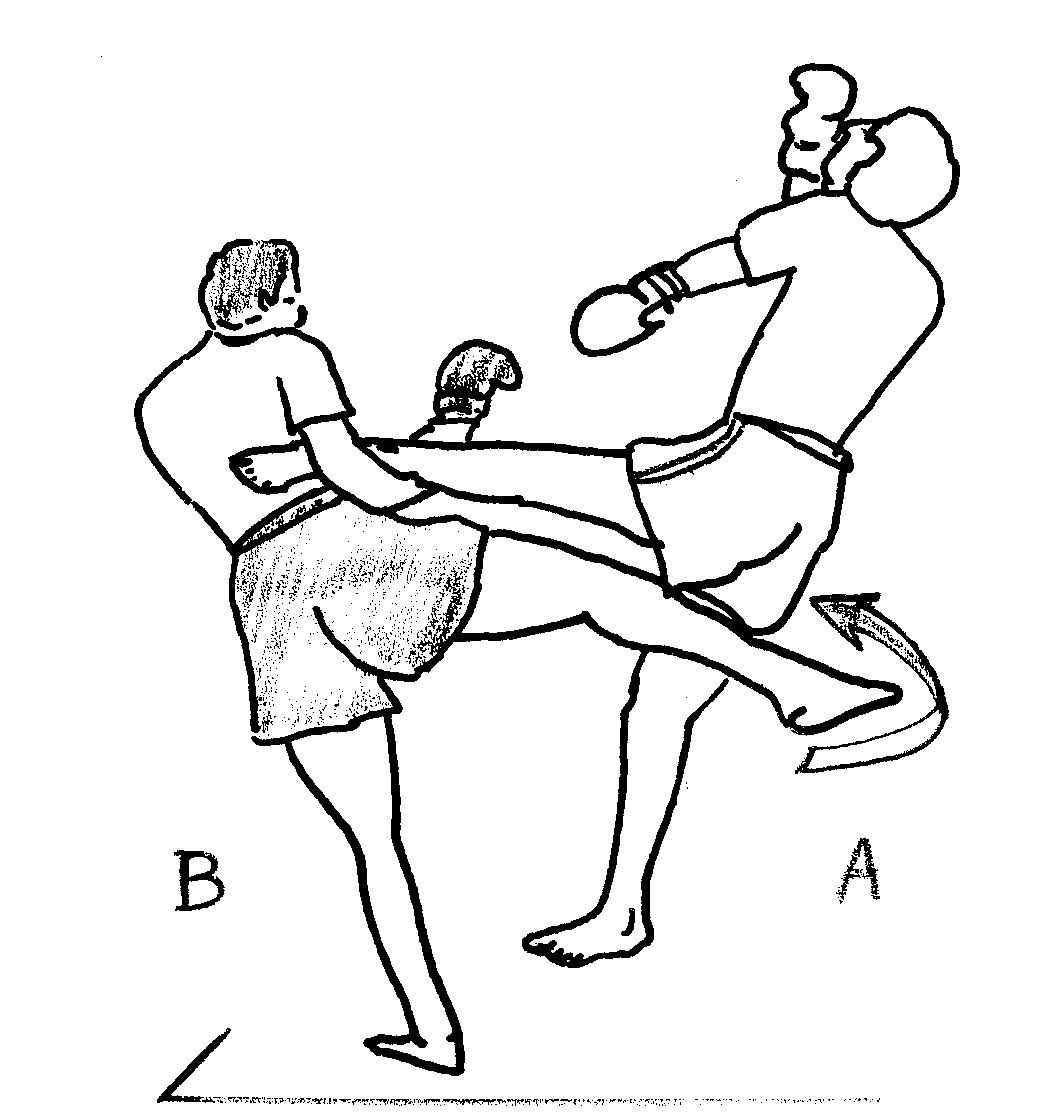
Il contrattacco in circolare sulla gamba di appoggio, dopo una confisca di gamba.
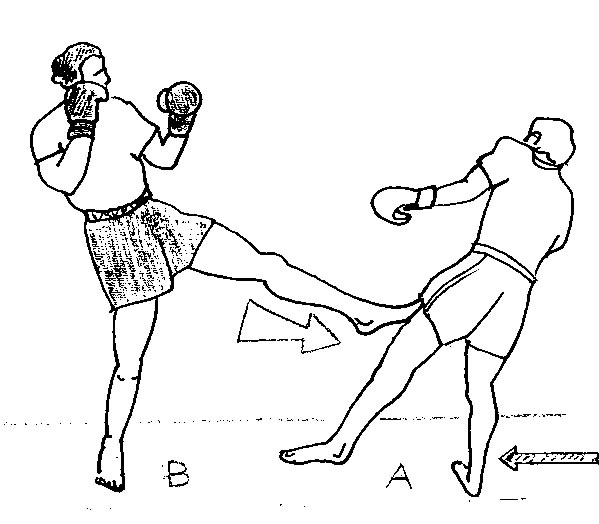
Il calcio frontale offensivo sulla coscia.
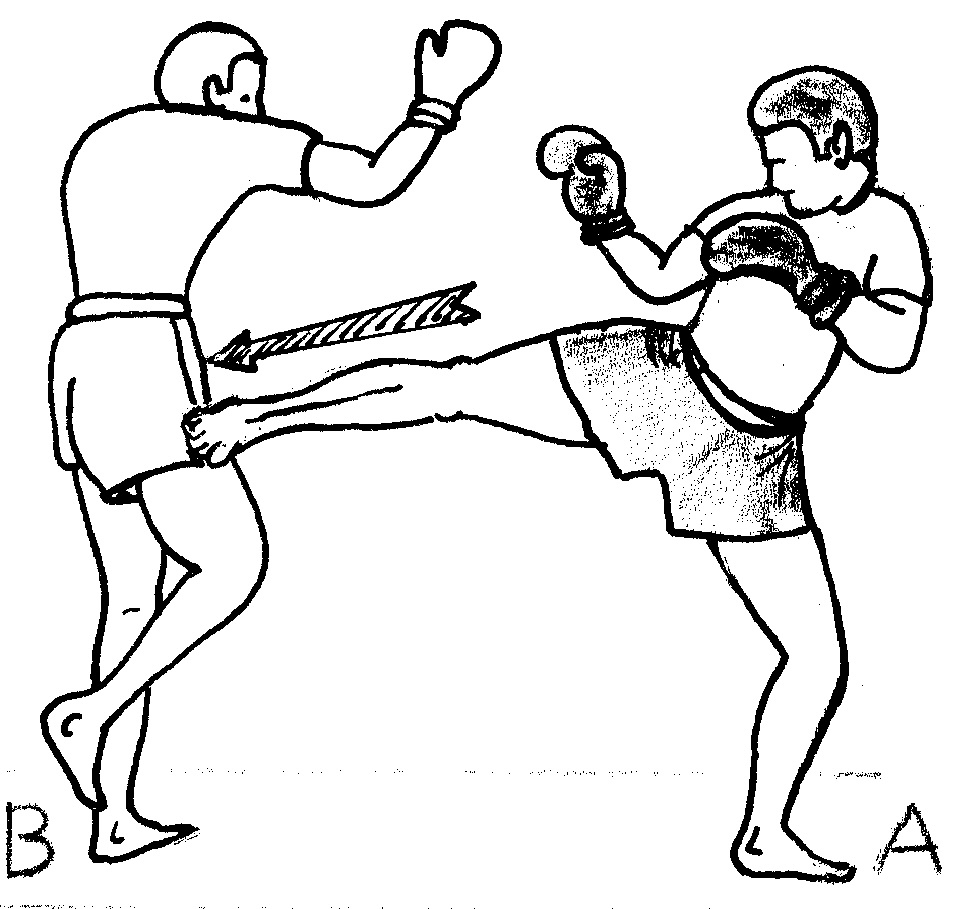
Il calcio laterale utilizzato come colpo di blocco.